# Nya Elfsborg
Nya Elfsborg (Novi Älvsborg), tako imenovan, da se razlikuje od prejšnje trdnjave v Starem Elfsborgu, je morska trdnjava na otoku Kyrkogårdsholmen znotraj urbanega območja sodobnega Göteborga na Švedskem. Stoji v bližini ustja reke Göta älv in je varovala tisto, kar je bil v času njene gradnje edini švedski dostop do Severnega morja in Atlantskega oceana. Gradnja se je začela leta 1653, trdnjava pa je ostala v uporabi do leta 1869, čeprav je bila pomembneje udeležena le v enem konfliktu, veliki severni vojni.

## Zgodovina

### Ozadje
V srednjem veku je reka Göta Älv predstavljala edino švedsko dostopno točko do Severnega morja, saj je bila obala na severu (Bohuslän) del Norveške, območje na jugu (Halland) pa del Danske. Rečno ustje je bilo zato za Švedsko izjemnega strateškega pomena, zato je bil v 14. stoletju na južnem bregu reke zgrajen grad Älvsborg (danes znan kot Stari Elfsborg), ki je nadzoroval vitalni estuarij.
Takrat je bilo glavno trgovsko naselje na tem območju nekoliko višje v reki, pri Lödöseju, vendar ta lokacija ni bila idealna, saj je ležala gorvodno od dansko-norveške trdnjave v Bohusu, na severnem bregu reke; zato je lahko garnizija v času vojne motila rečni promet med Lödösejem in morjem. Od 1470-ih naprej so švedski regenti in kralji zato večkrat poskušali ustanoviti alternativno naselje dolvodno od Bohusa. Ta nova mesta so Danci večkrat napadli in uničili, a leta 1621 je bila na južnem bregu, nekoliko navzgor po Starem Elfsborgu, končno ustanovljeno stalno naselje, Göteborg.

### Gradnja
Do takrat je postalo jasno, da srednjeveški grad v Starem Elfsborgu ni več primeren za svoj namen, saj so ga Danci z lahkoto zavzeli med severno sedemletno vojno in kalmarsko vojno. To je vodilo do predlogov, da bi ga nadomestili s sodobnejšo trdnjavo na otoku Kyrkogårdsholmen, ki je bil lažja obrambna lokacija in bi zaradi bližine ustja reke Göta Älv nudil boljšo zaščito novemu mestu Göteborg. Vendar iz teh predlogov več desetletij ni bilo ničesar.
Maja 1645 je med Torstensonovo vojno danski admiral Ove Gjedde z 20 ladjami napadel Göteborg, vendar je mesto uspešno branila nizozemska eskadra v švedski službi pod poveljstvom Martina Thyssensa, ki je bil pozneje povišan v plemiča v lorda Anckarhjelma.
Dejstvo, da je danski eskadrilji uspelo brez težav pripluti vse do Göteborga, je leta 1652 privedlo do predloga za oživitev trdnjave na Kyrkogårdsholmenu. Leta 1653 je vlada Axela Oxenstierne odobrila načrte za ta »Novi Elfsborg« in gradbena dela so se začela istega leta.
Slabo vreme in pomanjkanje denarja sta pomenila, da je bil napredek sprva počasen, in trdnjava je bila še vedno nedokončana, ko je leta 1657 izbruhnila vojna Karla Gustava proti Danski in Norveški, vendar je bila kljub temu uporabljena s topovi, prenesenimi iz Starega Elfsborga. Če bi Göta Älv v tem spopadu ni bila udeležena v borbah, se je vojna hitro končala z veliko švedsko zmago. V skladu s pogodbo iz Roskildeja sta bili norveška provinca Bohuslen in danska provinca Halland odstopljeni Švedski, zaradi česar je bil estuarij Göta Älv – in s tem tudi Nya Elfsborg in Göteborg – veliko manj ranljiv za dansko-norveške napade.
Leta 1660 je bila sprejeta odločitev o razgradnji Starega Elfsborga, velik del opreme in gradbenega materiala starega gradu pa je bil nato prenesen v Nya Elfsborg, vključno z zvonovi in prižnico iz kapele.
Nya Elfsborg se je prvič udeležil bojnih akcij med skanijsko vojno 1675–1679. 16. julija 1676 je danski admiral Marquard Rodsten poskušal napasti Göteborg s šestimi vojnimi ladjami, a ga je topniški ogenj iz Nya Elfsborga pregnal. Rodsten je nato svojo floto zasidral v Göteborškem arhipelagu, da bi blokiral mesto, vendar je 42-topna ladja København nasedla ob otoku Grötö in jo je morala posadka potopiti. Plitvina, na kateri je ladja nasedla, je od takrat znana kot Köpenhamnsbådan ('Københavnska plitvina'). Med skanijsko vojno so bile utrdbe Nya Elfsborga uradno dokončane leta 1677.

### Velika severna vojna
V zadnjih nekaj letih severne vojne je Karel XII. Švedski poskušal oživiti svojo upadajočo srečo z večkratnimi vdori na Norveško iz Bohusläna. Da bi zmanjšala močne norveške trdnjave v Fredrikstenu in Akershusu, je švedska vojska potrebovala veliko oblegovalnih naprav, ki jih je bilo mogoče prepeljati le po morju, in karizmatični norveški kapitan Peter Tordenskjold je tako videl priložnost, da ovira Karlove načrte z nadlegovanjem švedskih pomorskih sil s sedežem v Göteborgu, s čimer bi onemogočil prevoz oblegovalnih naprav proti severu.
Posledično so bile v letih 1716–1719 pogoste pomorske akcije v in okoli ustja Göta Älv. Vendar so se dansko-norveške ladje na splošno izogibale bližine Nya Elfsborgu, zato je bil ta redko neposredno vpleten v boje.
Izjema je bilo poleti 1719, ko se je Tordenskjold odločil za neposreden napad na Nya Elfsborg. Zavzetje takšne otoške trdnjave bi bil težaven podvig, če pa bi ga bilo mogoče doseči, bi Göta Älv z enim samim udarcem postal neprehoden za švedski promet. 19. in 20. julija je Tordenskjold zbral svoje sile v Göteborškem arhipelagu, ki so obsegale sedem linijskih ladij, dve fregati, štiri galeje, tri plavajoče baterije in štiri barže za prevoz vojakov.
Nya Elfsborg je imel v tem času garnizijo približno 360 mož. Te možje so sestavljale dve četi Älvsborškega polka, četa saškega pehotnega polka in topniški odred trdnjave. Poveljnik garnizije je bil Johan Abraham Lillie. Švedsko topništvo je štelo približno 90 kosov, različnih kalibrov, uporabljeni so bili tudi minometi in havbice.
21. julija je Tordenskjold sprožil svoj načrt. Plavajoče baterije so se pod zaščito dansko-norveških vojnih ladij približale Nyi Elfsborgu in ga začele obstreljevati, medtem ko so barže izkrcale vojake in minomete na Aspholmarju, nizu otočkov v reki severno od Kyrkogårdsholmena.
Iz Aspholmarja je dansko-norveško topništvo lahko močno obstreljevalo Nya Elfsborg. Trdnjava je bila tri dni brez premora izpostavljena neprekinjenemu ognju, kar je povzročilo znatno škodo. Lillie se je kljub temu zavrnil predaje in se na dansko-norveške pozive k predaji odzval z besedami, da bi se »raje vrnil v Göteborg kot mrtev Lillie kot živ Danckwardt«, pri čemer se je skliceval na pokojnega Henricha Danckwardta, ki ga je švedsko vojaško sodišče obsodilo strahopetnosti zaradi predaje Marstranda in ga usmrtilo.
24. julija so čete Skaraborgskega polka pod poveljstvom Georga Bogislausa Staëla von Holsteina uspele postaviti topove na južni strani Hisingena, iz katerih so lahko sprožile protibaterijski ogenj proti dansko-norveškim minometom v Aspholmarni. Dansko-norveške baterije so bile poškodovane, vendar so ostale v delovanju. Vendar pa so kmalu zatem trem švedskim galejam iz Nya Varvet, Carolus, Wrede in Lucretia, uspelo izvesti napad z morja na baterije v Aspholmarni in zajeti štiri minomete, 60 bomb in tri sode smodnika. Zaradi tega je bilo obleganje nevzdržno in dansko-norveške sile so se kmalu zatem umaknile. Švedske žrtve med obleganjem so znašale 30 mrtvih in 70 ranjenih, med slednjimi je bil tudi kapitan Lillie. Umrlo je 60 dansko-norveških državljanov, 73 pa jih je bilo ranjenih.

### Od leta 1720
V 18. stoletju je bila obramba v Nya Elfsborgu vse bolj zanemarjena. Trdnjava je bila med vojno proti Danski in Norveški v letih 1788–1789 v stanju pripravljenosti, vendar ni bila deležna nobenih akcij. Ko je kralj Gustav IV. Adolf Švedski februarja 1801 obiskal Nya Elfsborg zaradi strahu pred morebitnim britanskim napadom, je ugotovil, da je trdnjava v slabem stanju.
Večina topov iz Nya Elfsborga je bila odstranjena v 1830-ih, z izjemo nekaj salutirajočih kosov, s čimer je trdnjava izgubila svojo vojaško funkcijo in postala večinoma ceremonialna stavba. Pojavil se je običaj, po katerem je morala vsaka ladja, ki je plula mimo Nya Elfsborga, poveljniku garnizije podariti majhno darilo, pogosto steklenico vina ali žganih pijač; zato je ta postavitev postala zelo zaželena in so jo običajno dajali upokojenim vojaškim častnikom kot nekakšno sinekuro.
Leta 1868 se je vojaška uprava odločila, da Nya Elfsborg v celoti ukine. 22. aprila 1869 je bil uradno odstranjen s seznama kraljevih trdnjav, 1. maja pa ga je garnizija dokončno zapustila.
Komandantova hiša je bila leta 1881 preurejena v gostilno. 
Trdnjava je od 25. januarja 1935 zaščitena stavba, ki je bila kasneje okrepljena z: Zaščito v skladu z Zakonom o naravnih virih, poglavje 2. Nacionalni interes: celotno območje; Zaščito v skladu z FSBM (državnim gradbenim spomenikom): Nya Elfsborg in zaščito v skladu z Zakonom o kulturnem okolju, poglavje 2. Starodavni ostanki: zapuščeno pokopališče in več na Aspholmarni.
13. avgusta 1965 so praznovali 300. obletnico trdnjave Nya Elfsborg. V povezavi s 350. obletnico Göteborga leta 1971 je bila Nya Elfsborg uveljavljena kot turistična destinacija in v prvih 25 letih je trdnjavo obiskalo milijon ljudi. Hkrati je Börje Börjesson iz Donsöja poleti začel redni ladijski promet tam.
Med turistično sezono, od začetka julija do sredine avgusta, iz Lilla Bommen odplujejo arhipelaški čolni in po 30-minutni vožnji do Nya Elfsborga so na voljo vodeni ogledi trdnjave, ki jih SFV oddaja v najem podjetju Strömma Skärgårdsbåtar. Obstaja tudi možnost samostojnega raziskovanja trdnjave. Trdnjava je odprta za zasebne zabave skozi vse leto.
- Trdnjava je drugačna izletniška destinacija, točno sredi vhoda v pristanišče Göteborg
- Model Nya Elfsborg na atrakciji Skepp o' skoj v Lisebergu
- Eden od kamnitih obokov v kurtini 3. Prostori za zabave s prostorom za 25-40 ljudi
- Karel XII. nadzira vernike v dobro ohranjeni trdnjavski cerkvi iz karolinškega obdobja